# Лоун-Оук (Техас)
Лоун-Оук (англ. Lone Oak) — місто (англ. city) в США, в окрузі Гант штату Техас. Населення — 643 особи (2020).

## Географія
Лоун-Оук розташований за координатами 32°59′46″ пн. ш. 95°56′28″ зх. д. / 32.99611° пн. ш. 95.94111° зх. д. (32.995987, -95.941016).  За даними Бюро перепису населення США в 2010 році місто мало площу 2,85 км², уся площа — суходіл.

## Демографія
Згідно з переписом 2010 року, у місті мешкало 598 осіб у 227 домогосподарствах у складі 165 родин. Густота населення становила 210 осіб/км².  Було 268 помешкань (94/км²).
Расовий склад населення:
| - 93,5 % — білих - 2,3 % — чорних або афроамериканців - 0,7 % — корінних американців - 0,3 % — вихідців з тихоокеанських островів - 0,3 % — азіатів |

До двох чи більше рас належало 2,0 %. Частка іспаномовних становила 3,2 % від усіх жителів.
За віковим діапазоном населення розподілялося таким чином: 27,8 % — особи молодші 18 років, 59,2 % — особи у віці 18—64 років, 13,0 % — особи у віці 65 років та старші. Медіана віку мешканця становила 36,8 року. На 100 осіб жіночої статі у місті припадало 90,4 чоловіків;  на 100 жінок у віці від 18 років та старших — 91,2 чоловіків також старших 18 років.
Середній дохід на одне домашнє господарство  становив 55 808 доларів США (медіана — 50 179), а середній дохід на одну сім'ю — 59 703 долари (медіана — 52 143). За межею бідності перебувало 12,0 % осіб, у тому числі 10,0 % дітей у віці до 18 років та 20,4 % осіб у віці 65 років та старших.
Цивільне працевлаштоване населення становило 240 осіб. Основні галузі зайнятості: освіта, охорона здоров'я та соціальна допомога — 24,2 %, виробництво — 15,0 %, роздрібна торгівля — 10,0 %, транспорт — 7,5 %.